# Oberbech (Nümbrecht)
Oberbech ist ein Ortsteil von Nümbrecht im Oberbergischen Kreis im südlichen Nordrhein-Westfalen innerhalb des Regierungsbezirks Köln.

## Lage und Beschreibung
Der Ort liegt zwischen Drabenderhöhe im Norden und Marienberghausen im Süden. Der Ort liegt in Luftlinie rund 5,6 km nordöstlich vom Ortszentrum von Nümbrecht entfernt.

## Geschichte

### Erstnennung
1575 wurde der Ort das erste Mal urkundlich erwähnt und zwar "Ort in der Karte von A. Mercator"
Schreibweise der Erstnennung: Overbich